# Macaranga darbyshirei
Macaranga darbyshirei är en törelväxtart som beskrevs av Airy Shaw. Macaranga darbyshirei ingår i släktet Macaranga och familjen törelväxter. Inga underarter finns listade i Catalogue of Life.